# Pablo Kast

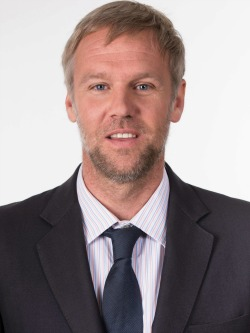
Pablo Kast im Jahr 2018

Pablo Andrés Kast Sommerhoff (* 24. August 1973) ist ein chilenischer Architekt und Politiker. Er ist Mitglied der Partei Evópoli. Von 2018 bis 2022 vertrat er als Abgeordneter den 6. Bezirk der Region Valparaíso.
Er ist der Sohn von Miguel Kast, einem chilenischen Wirtschaftswissenschaftler, Enkel von Michael Kast, einem deutschen Einwanderer in Chile.

## Leben
Er ist der Sohn von Cecilia Sommerhoff Hyde und Miguel Kast, ehemaliger Staatsminister und ehemaliger Präsident der Zentralbank, Bruder von Senator Felipe Kast und Neffe von José Antonio Kast.
Er ist mit Juana Edwards Urrejola verheiratet und hat vier Kinder.
Er studierte am Colegio del Verbo Divino und ging dann an die Päpstliche Katholische Universität von Chile, wo er seinen Abschluss als Architekt machte. Später, zwischen 2010 und 2011, studierte er an derselben Universität einen Diplomstudiengang in Finanzen.